# Marina Prat Vidal
Marina Prat Vidal (Vilanova i la Geltrú, el Garraf, 12 de febrer de 1951) és una atleta, fondista i maratoniana catalana, que ha estat diversos cops campiona de marató i mitja marató de Catalunya i d'Espanya.
Es va formar estudiant comerç, però professionalment exercí com a professora d'educació física. En un primer moment, començà a córrer com un exercici de rehabilitació, després de patir un accident, amb 30 anys. Joan Ramon Gálvez s'hi va fixar i es convertí en el seu entrenador. Ho fou tretze anys, durant tota la seva carrera esportiva, fins a la seva retirada de l'alta competició, el 1994.
Va començar amb el cros, després seguí amb carreres de pista de 3.000, 5.000 i 10.000 metres, i acabà passant-se a curses de 20 quilòmetres, de mitja marató i marató, prova en la qual ha obtingut els millors èxits. Posteriorment, acabà convertint-se en campiona d'Espanya de marató els anys 1989 i 1990, i de 20 km en ruta el 1988 i 1989. També aconseguí el títol de campiona de Catalunya de marató el 1993, el 1994 i el 1996, i el de mitja marató el 1993. Va rebaixar cinc vegades el rècord català de marató i també obtingué el rècord d'Espanya de mitja marató. Fou nou vegades internacional amb la selecció espanyola i participà en la prova de marató en el Campionat d'Europa l'any 1990. També participà i ocupà el podi en diverses curses populars. Entre aquestes es troba la Cursa d'El Corte Inglés de Barcelona, que guanyà tres vegades, els anys 1988, 1989 i 1990. Ha arribat a ser la primera i única atleta catalana que ha guanyat la popular i mítica cursa basca Behobia-San Sebastián, el 1989, i també el 1992. A més, ha estat campiona d'Espanya de marató i campiona de la Mitja Marató de Granollers el 1990, amb un temps de 1:17:05.